# UHC Tulln
L'Union Handball Club Tulln è una squadra di pallamano maschile austriaca con sede a Tulln.

## Palmarès

### Trofei nazionali
- Coppa d'Austria: 3
  - 1997-98, 2003-04, 2006-07.